# 364. brigada za civilne zadeve (ZDA)
364. brigada za civilne zadeve (zračnoprevozna) (izvirno angleško 364th Civil Affairs Brigade (Airborne)) je bila brigada za civilne zadeve Kopenske vojske Združenih držav Amerike.

## Struktura
- 405. bataljon za civilne zadeve
- 445. bataljon za civilne zadeve
- 448. bataljon za civilne zadeve